# Piotr Ignatenko
Piotr Ignatenko (27 de setembro de 1987) é um ciclista profissional russo.
Em 2011 estreiou como profissional na equipa do seu país, a Team Katusha. Antes, como amador, se impôs em prestigiosas carreiras como o Giro do Vale de Aosta. Em 2015 militou nas fileiras da RusVelo.
Em 2015 deu positivo por hormona de crescimento num controle por surpresa efectuado antes do Giro do Trentino. Finalmente foi suspenso com três anos e nove meses de inhabilitação.

## Palmarés
2010
- Giro do Vale de Aosta, mais 1 etapa
- 1 etapa do Volta à Bulgária

## Resultados nas grandes voltadas
| Carreira           | 2011 | 2012 | 2013 | 2014 | 2015 |
| ------------------ | ---- | ---- | ---- | ---- | ---- |
| Giro d'Italia      | -    | -    | 40º  | -    | -    |
| Tour de France     | -    | -    | -    | -    | -    |
| Volta a Espanha    | -    | -    | -    | -    | -    |
| Mundial em Estrada | -    | -    | -    | -    | -    |

-: não participa

Ab.: abandono

## Equipas
- Katusha (2011-2014)
- RusVelo (2015)